# Jean Dara
Pour les articles homonymes, voir Dara.
Jean Dara est un acteur de théâtre français né Édouard de La Gandara à Paris 2e le 14 octobre 1862 et mort le 21 avril 1944 à Paris 7e.
Frère du peintre Antonio de La Gandara, Jean Dara fut remarqué par Sarah Bernhardt avec laquelle il travailla pendant plusieurs années à Paris ainsi qu'en Angleterre et aux États-Unis d'Amérique.
Quelques rôles notables :
- Comte de Giray dans La Dame aux camélias d'Alexandre Dumas fils
- Boroff dans Fedora de Victorien Sardou
- Georges dans Spiritisme de Victorien Sardou
- Comte de Sedlinsky dans L'Aiglon d'Edmond Rostand
- Trevilhac dans La Tosca de Victorien Sardou
- Cardinal Cibo Malaspina dans Lorenzaccio d'Alfred de Musset
- Fray Théofilo Harra dans La Sorcière de Victorien Sardou
- 1902 : Théroigne de Méricourt de Paul Hervieu, Théâtre Sarah-Bernhardt

Édouard de La Gandara quitta la scène en 1917 à la mort de son frère pour se consacrer à son métier d'antiquaire établi quai Voltaire à Paris. 
Il comptait parmi ses proches de nombreux écrivains et grands du théâtre tels Colette, Paul Fort, Abel Hermant, Robert de Montesquiou, Georges Lecomte, René Fauchois, Cécile Sorel, Mary Marquet, Jacques Deval, Anna de Noailles, Édouard Herriot, Maurice Donnay, Marie Samary, Marie Leconte, Madame Simone, Albert Flament ou J.-H. Rosny.